# Openstat
Openstat (раніше SpyLog) — інтернет-проект статистики та вебаналітика голландської компанії «OpenStat B. V.», призначений для оцінки відвідуваності вебсайтів і багатовимірного аналізу поведінки користувачів.

## Історія
Запущена в квітні 2010 року система називалась тоді Openstat.
Крім традиційних видів інтернет-статистики, таких як розрахунок конверсії, показників відмов, глибини перегляду, відсотка виходів тощо, Openstat досліджує глобальні тренди розвитку рунету і його окремих компонентів, займається розробкою методів категоризації вмісту сайтів і груп сайтів.
Компанія акцентує увагу на тому, що її сервіс не пов'язаний з рекламними мережами, майданчиками, агентствами, медіа-холдингами, рекламодавцями або іншими учасниками рекламного ринку в Інтернеті. За даними компанії, клієнтами сервісу починаючи з 1999 року були понад 200 тис. власників сайтів.

## Конкуренти
- Яндекс.Метрика,
- Omniture,
- Google Analytics,
- Rambler's Top100,
- LiveInternet.ru,
- HotLog,
- Рейтинг@Mail.ru.